# Weesperzijdebrug
De Weesperzijdebrug (brug 1270) is een bouwkundig kunstwerk in Amsterdam-Oost.
De brug in de vorm van een viaduct dateert uit het eind van de jaren tachtig. Ze ligt in het dijklichaam van de Gooiseweg. Het viaduct overspant geen doorgaande verkeersroute; de onderliggende weg, een onderdeel van het Drie Brugpad, verbindt de Rozenburglaan met het gelijknamige afvalpunt Rozenburglaan. Die weg ligt in het verlengde van de Zaaiersweg. Het viaduct is ontworpen door Rijkswaterstaat; tijdens de bouw vormde de Gooiseweg nog een onderdeel van het rijkswegennet en werd toen aangesloten op de Rijksweg 10 (Ringweg-Oost).
Het brugnummer kwam pas toen het viaduct in het beheer van Amsterdam kwam op het moment dat die status rijksweg verviel en de Gooiseweg een stadsweg werd. De naam kwam weer veel later, december 2017, toen Amsterdam haar bruggen in (voormalige) snelwegen een naam gaf om vermeld te worden in de Basisregistratie Adressen en Gebouwen (BAG). Ze werd in een grote bulk naamgevingen vernoemd naar het nabij gelegen voet- en fietspad Weesperzijde. Die naam is enigszins verwarrend, aangezien zowel de boven- als onderliggende weg niet naar die kade voert. 
<<< · 1201 · 1207 · 1208 · 1209 · 1210 · 1211 · 1212 · 1213 · 1216 · 1217 · 1218 · 1219 · 1220 · 1221 · 1223 · 1224 · 1230 · 1231 · 1246 · 1259 · 1260 · 1261 · 1263 · 1264 · 1265 · 1266 · 1267 · 1268 · 1269 · 1270 · >>>
Brugnummers 1200, brug 1202 (Ouder-Amstel), 1203-1206, 1214, 1215, 1222, 1225-1229, 1232-1245, 1247-1258, 1262 en 1271-1299 zijn niet (meer) in gebruik.